# 토미 스벤손
리프 토미 스벤손(스웨덴어: Leif Tommy Svensson, 1945년 3월 4일, 크로노베리 주 벡셰 ~)은 스웨덴의 전직 축구 선수이자 감독이다. 그는 외스테르스와 스웨덴 국가대표팀에서 활약한 것으로 알려져 있다. 그는 1969년에 굴드볼렌의 주인공이기도 하다. 그는 1991년부터 1997년까지 스웨덴 국가대표팀 감독도 역임하며 1994년 월드컵의 3위를 이끌기도 했다.
그는 스티 스벤손의 아들이며 요아심 비예르클룬의 외삼촌이다.

## 초기 경력
토미 스벤손은 1945년 3월 4일에 스티 스벤손의 아들로 출생했다. 그의 부친 스티도 외스테르스에서 활약했는데, 외스테르 그 자체로 수식된다.
스벤손 또한 부친과 마찬가지로 축구에 두각을 나타냈다. 불과 11세였을 당시, 그는 외스테르스 유소년부 신고식을 치렀고, 그 경기에서 8골을 기록했다. 그러나, 신문 기사에서 토미 스벤손은 그리 힘이 넘치지 않는다고 말했다. 토미는 그에 자극받아 바벨을 구입하고 훈련에 임했다. 밤낮 훈련을 거듭하며 근력 단련으로 신체를 탄탄히 했다.

## 선수 경력
그는 외스테르스에서 현역 신고식을 치르고, 벨기에의 스탕다르 리에주에서도 활약했었다. 현역 시절, 그는 자주 무릎 부상을 당했다. 특히 1968년에 부상을 당할 당시에는 축구를 거의 그만두기도 했다. 그러나, 스벤손은 이를 견뎌냈다. 그는 이에 1969년 굴드볼렌으로 보상받았고, 1970년 월드컵에 참가했다.

## 감독 경력
은퇴 후, 그는 외스테르스 총감독을 맡아 라르스 "라반" 아르네손 감독과 협력했다. 그는 이후 트롬쇠를 성공적으로 지휘하고 1991년에 국가대표팀 사령탑으로 취임했다.
그는 스웨덴을 이끌고 유로 1992 4강 진출을 일구어내고 1994년 월드컵에서도 3위의 호성적을 냈다. 그러나, 그는 1997년에 유로 1996과 1998년 월드컵 본선행 실패에 총대를 매고 물러났고, 이후에는 텔레비전 해설가로 활동하며 2001년에 잠깐 트롬쇠 감독을 다시 맡았다.
아스테카 경기장 밖에는 1970년 월드컵에 참가한 국가들의 최고 선수들 동상이 세워져 있다. 이 중 스웨덴 선수 동상의 주인공은 토미 스벤손이었다.

## 수상

### 선수
외스테르스
- 알스벤스칸: 1968

개인
- 굴드볼렌: 1969
- 스토르 그라브: 1969

### 감독
외스테르스
- 알스벤스칸: 1978, 1980, 1981
- 스벤스카 쿠펜: 1976–77

스웨덴
- 월드컵 3위: 1994